# Toi (Niue)
Toi è un villaggio, che costituisce anche una municipalità ed un distretto elettorale, dell'isola di Niue, nell'Oceano Pacifico. Il villaggio si trova sulla costa settentrionale, nella regione storica tribale di Motu. Ha una popolazione di 23 abitanti ed una superficie di 4,77 km².